# Александровка (Черлакский район)
Александровка — исчезнувшая деревня в Черлакском районе Омской области. Входила в Южно-Подольское сельское поселение. Упразднена в 1962 г.

## История
Основана в 1907 году. В 1928 г. посёлок Александровский состоял из 104 хозяйств. В составе Кирьяновского сельсовета Крестинского района Омского округа Сибирского края.

## Население
По переписи 1926 г. в посёлке проживало 521 человек (260 мужчин и 261 женщина), основное население — украинцы.